# João Ribeiro
João Luís Peixoto Ribeiro, född 19 augusti 1989, är en portugisisk kanotist.

## Karriär
Ribeiro tog VM-guld i K-2 500 meter i samband med sprintvärldsmästerskapen i kanotsport 2013 i Duisburg.
Vid VM i Köpenhamn 2021 tog Ribeiro silver i K-1 500 meter.